# Schismatoglottis convolvula
Schismatoglottis convolvula är en kallaväxtart som beskrevs av Peter Charles Boyce. Schismatoglottis convolvula ingår i släktet Schismatoglottis och familjen kallaväxter. Inga underarter finns listade.